# Палаццо-дей-Приори
Палаццо-дей-Приори, или Палаццо Коммунале (итал. Palazzo dei Priori, Palazzo Сomunale) — памятник истории и архитектуры, один из лучших образцов общественного дворца в Италии «эпохи коммун» (XI век). Палаццо (дворец) расположен на центральной площади Перуджи, Умбрия. В нём по-прежнему размещается часть муниципалитета, а на третьем этаже — Национальная галерея Умбрии (Galleria Nazionale dell’Umbria). Название палаццо возникло от «Priori», высшего органа управления городом в средневековую эпоху.

## История и архитектура
Дворец построен в готическом стиле между 1293 и 1443 годами в несколько этапов. Неровность фасада объясняется длительным строительством из-за постоянных дополнений и включения более ранних зданий. Самая старая часть имеет три трёхчастных окна (трифория) с порталом на стороне, обращённой к площади, и десять окон, обращённых к Корсо. Архитекторами были местные, перуджийские мастера Якопо ди Сервадио и Джованнелло ди Бенвенуто.
Последующее расширение было организовано между 1317 и 1326 годами архитектором Амброджо Майтани из Сиены. Между 1326 и 1331 годами коммуна приобрела у Бенвенуто ди Кола деи Сервитори башенный дом, который был соединён с дворцом путепроводом над нынешней Виа-деи-Приори. На старой башне была построена колокольня. В 1331 году здесь была построена старинная Приорская капелла (Cappella dei Priori), посвящённая святому Людовику Тулузскому, брату Роберта Анжуйского, принадлежавшему к Анжуйскому дому, связанному с коммуной.
С 1534 года во дворце размещался апостольский легат (посланник папы), и были внесены изменения в самое последнее крыло дворца. Архитектор Галеаццо Алесси в 1580-х годах спроектировал внутреннюю и внешнюю аркаду. Позже архитектор и скульптор Винченцо Данти завершил работу, увеличив внутреннюю лестницу.
В последующие годы папского правления дворец претерпел период упадка и был значительно изменён как внутри, так и снаружи (исчезли зубцы, были открыты новые окна и убраны трифоры). После 1860 года дворец был восстановлен в своём старом виде и отреставрирован.

## Архитектура дворца
Главный портал, приписываемый местным строителям, был создан в 1346 году. Богатый скульптурным декором, он фланкирован квадратными колоннами, опирающимися на двух львов, один из которых, слева олицетворяет великодушие, плодородие и гордость, а другой, справа — алчность, изобилие и смирение. На вершинах колонн находятся два грифона, возвышающиеся над телятами, цеховой символ Гильдии мясников (Corporazione dei Macellai), заказавшей эту работу. На обрамлении портала и арки находятся барельефы, изображающие сцены городской жизни. В люнете находятся копии статуй святых Лаврентия, Геркулана Перуджийского и Констанция Перуджийского (или Святого Людовика Тулузского), покровителей города. Стиль и размер портала контрастируют со стилем и размером дворца; по этой причине считается, что он был построен для церковного здания, но позже использовался для Паллаццо Приоров. С левой стороны портала находится фигура с надписью: «Приди сюда и будь в безопасности» (Entra Puro, move securo).
Внутри здание имеет несколько просторных исторических залов. «Зал Нотариусов» (Sala dei Notari) расположен на северной стороне. Изначально это был зал для народных собраний свободной коммуны, а также резиденция суда Капитано дель пополо (вождя народа). С 1582 года здесь располагалась могущественная гильдия нотариусов, от которой помещение и получила своё название. Огромный зал со сводами, поддерживаемыми восемью арками, украшен фресками, датируемыми последним десятилетием XIII века. Они представляют басни Эзопа, легенды, библейские истории и изречения. В 1860 году фрески были отреставрированы перуджийским художником Маттео Тасси.
В «Зале Ваккара» (Sala della Vaccara) ранее находился архив муниципальных документов. Люнет входа в «Зал заседаний городского совета» (Sala del Consiglio) украшен фреской Пинтуриккьо, изображающей Мадонну между двумя ангелами. Сохранился также оригинал «Камня Правосудия» 1234 года, который когда-то публично выставлялся на главной площади города. На этом месте, под лоджиями Браччо, примыкающими к собору, теперь находится копия.
На третьем этаже находится «Капелла Приори» (Cappella dei Priori), расписанная фресками между 1454 и 1480 годами «официальным» художником Бенедетто Бонфильи, с историями из жизни Людовика Тулузского, францисканского святого, принадлежавшего к Анжуйскому дому, союзника Перуджи, и Геркулана Перуджийского, определяемого как Defensor civitatis («гражданский защитник») и, следовательно, покровителя города, который защитил Перуджу от осады Тотилы в 549 году. Картины, показывающие средневековый облик города, имеют важное историческое значение.
Децемвиры, или десять приоров, отвечающих за город, заказали для капеллы живописцу Пьетро Перуджино алтарь, так называемый «Алтарь децемвиров», картину маслом на дереве (193 см × 165 см), датируемую 1495—1496 годами. В 1797 году картина, как и сотни других, принадлежащих церкви, согласно Толентинскому договору была конфискована войсками Наполеона Бонапарта. В 1815 году стараниями скульптора Антонио Кановы алтарь вернули для Пинакотеки Ватикана в Риме. Рельефная часть с изображением Пьеты сохранилась в Перудже и теперь находится в Национальной галерее Умбрии.

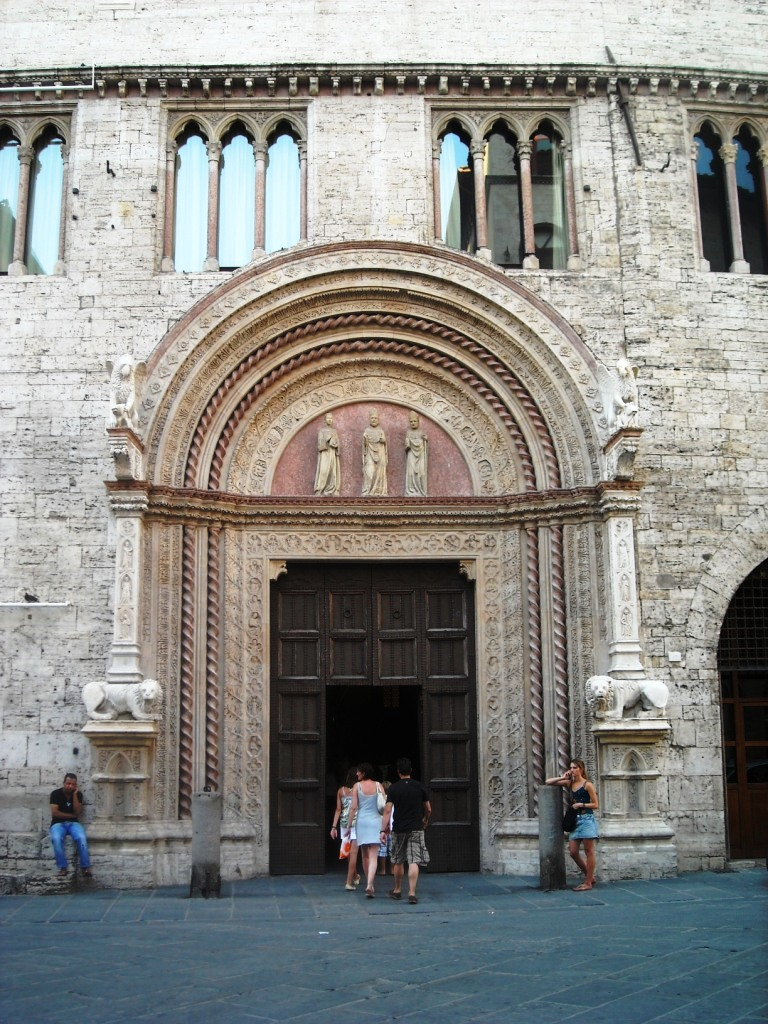
Главный портал (Портал искусств)
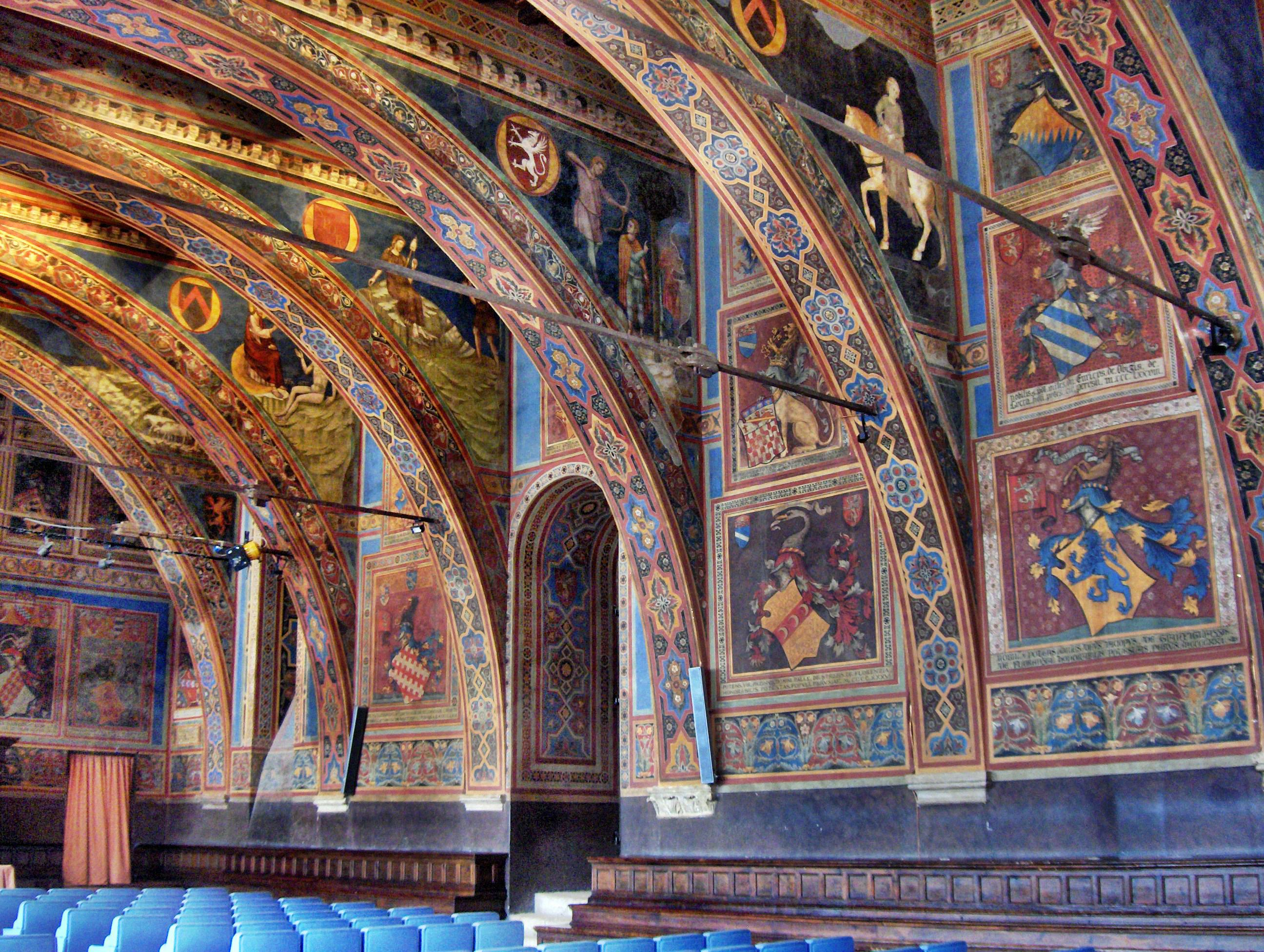
Зал нотариусов
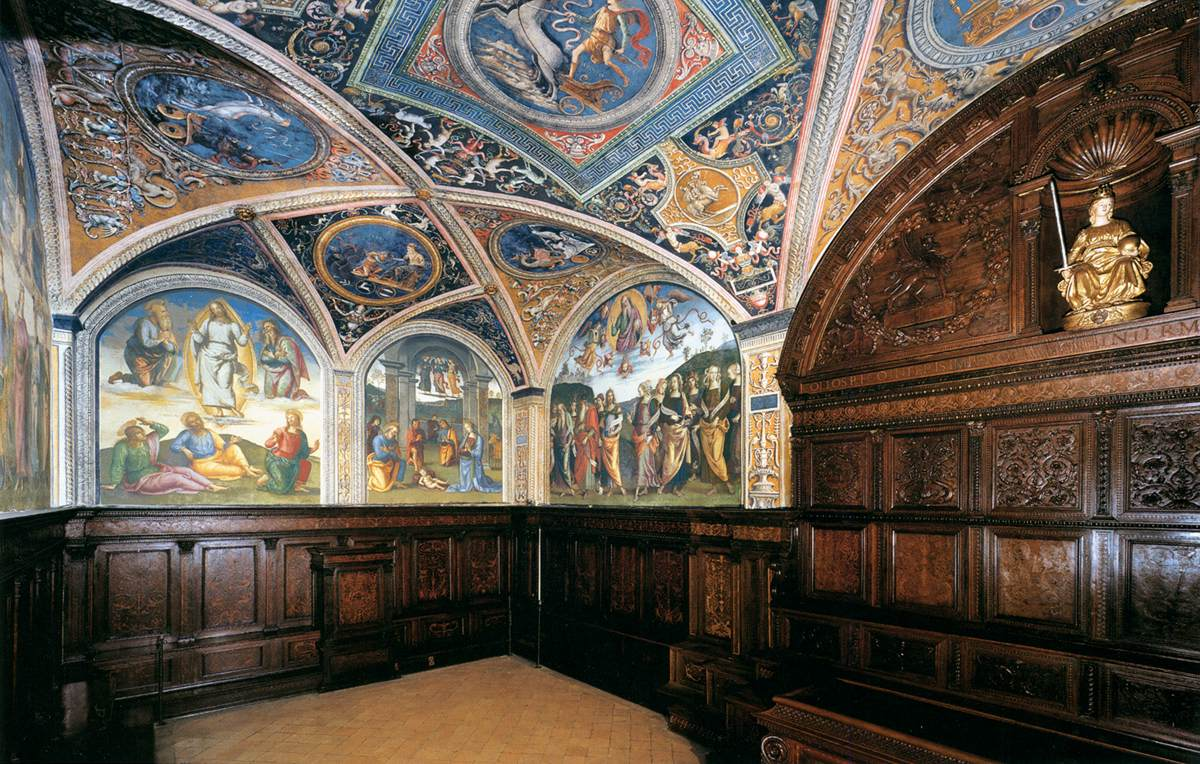
Зал Колледжо дель Камбио (Биржевой гильдии)
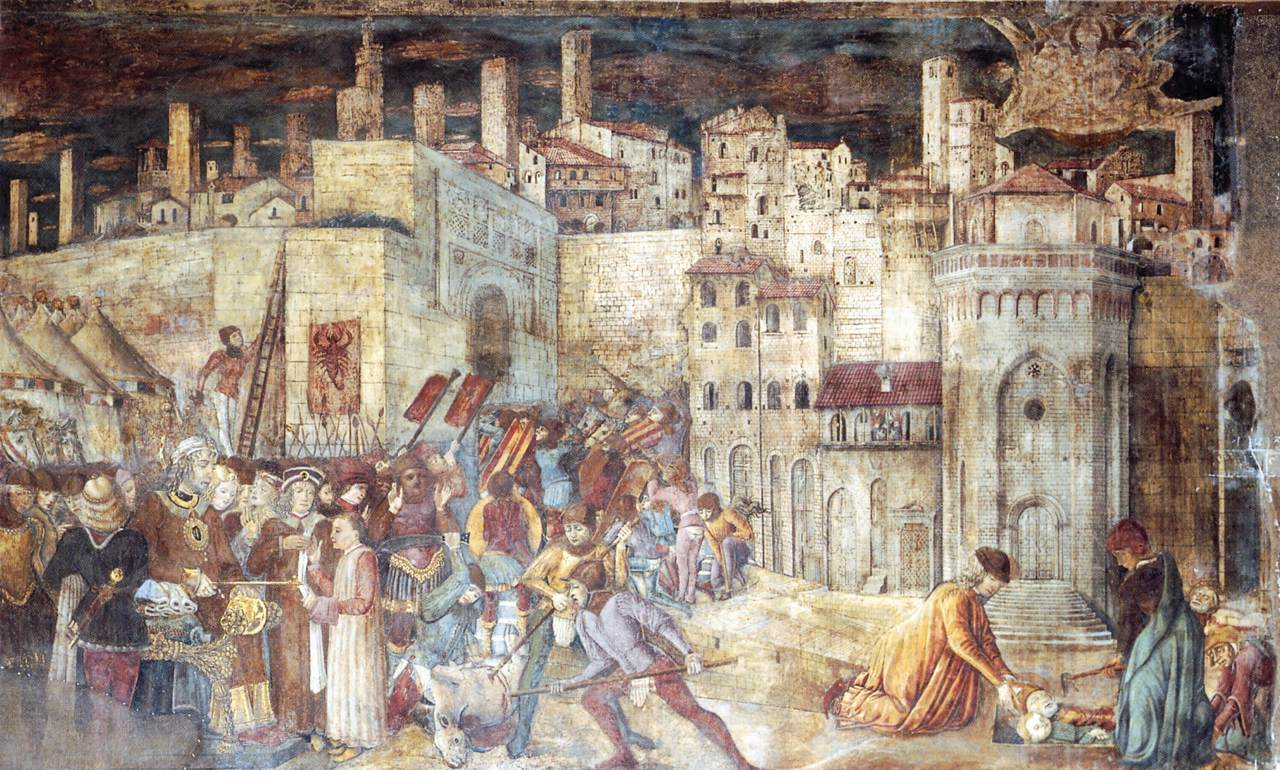
Бенедетто Бонфильи. Похороны Святого Геркулана Перуджийского за воротами города. Между 1461 и 1477. Фреска капеллы
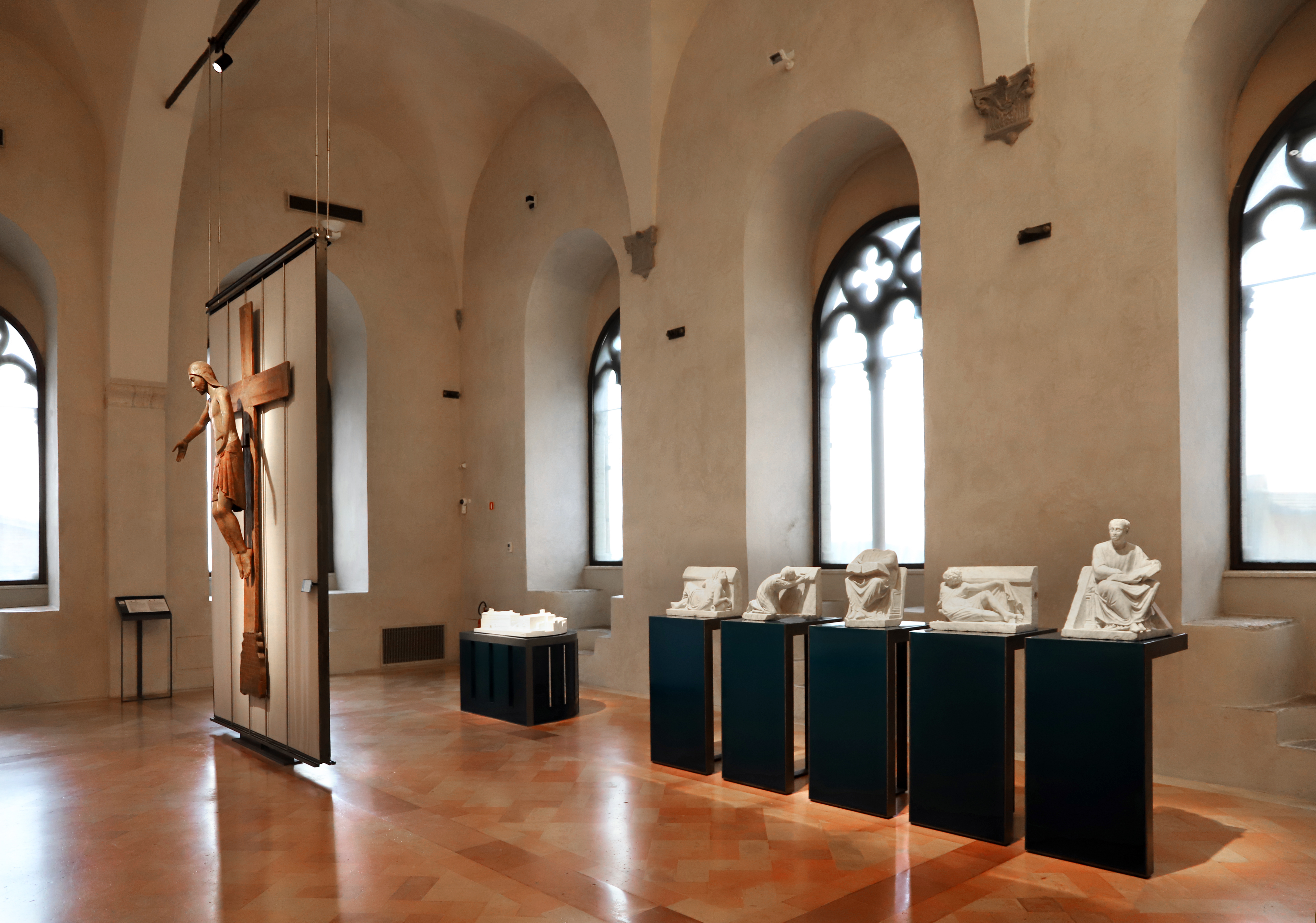
Залы галереи
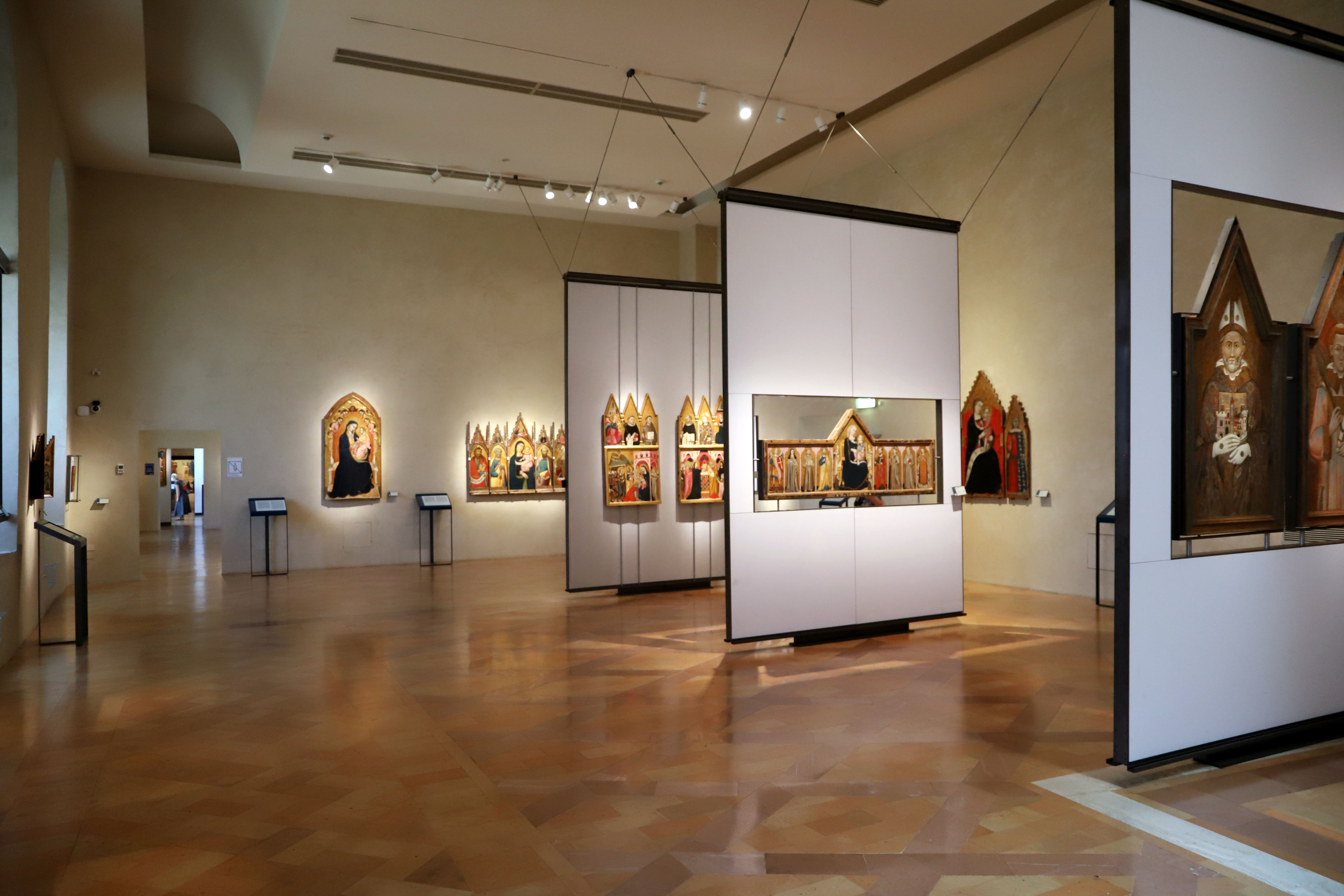

## Национальная галерея Умбрии
Национальная галерея Умбрии (Galleria Nazionale dell’Umbria) расположена на двух верхних этажах Палаццо деи Приори и включает значительную коллекцию живописи мастеров умбрийской школы, охватывающую период с XIII по XIX век. Коллекция представлена в сорока выставочных залах Палаццо.
Истоки коллекции лежат в основании Перуджийской академии рисунка (Accademia del Disegno) в середине XVI века.
В 1863 году городская коллекция картин была официально названа в честь Пьетро Ваннуччи, но проблема создания подходящего места для размещения коллекции не была решена до 1878 года, когда она переехала на третий этаж Палаццо деи Приори в центре города. С добавлением приобретений, пожертвований и завещаний в 1918 году пинакотека стала королевской (Regia Galleria Vannucci). Позднее название было изменено на «Galleria Nazionale dell’Umbria». На протяжении многих лет весь комплекс Палаццо деи Приори неоднократно подвергался реновациям и функциональной адаптации. Музейная экспозиция по данным 2006 года занимает площадь 4000 квадратных метров на двух этажах.
Постоянная коллекция в хронологическом порядке включает картины и скульптуры эпохи итальянского Возрождения и Средневековья таких художников, как Арнольфо ди Камбио, Никола Пизано, Джованни Пизано, Дуччо, Джентиле да Фабриано, Фра Анджелико, Беноццо Гоццоли, Джованни Боккати и Пьеро делла Франческа. Особое внимание коллекции уделено мастерам Умбрии; Бенедетто Бонфильи, Бартоломео Капорали, Фьоренцо ди Лоренцо, Перуджино, Пинториккьо, их ученикам и последователям

## Состав коллекции
Залы 1-4: Живопись и скульптура итальянского проторенессанса XIII и XIV веков, включая произведения Никколы и Джованни Пизано, а также Арнольфо ди Камбио.
Залы 5-7: Живопись сиенской и флорентийской школ XV века, включая Дуччо ди Буонинсенья.
Залы 8-11: Шедевры эпохи Возрождения: Беато Анджелико, Беноццо Гоццоли, Пьеро делла Франческа.
Залы 12-16: Живопись XV века, включая Бенедетто Бонфильи.
Зал 17: «Сокровищница» — ювелирные изделия XIII—XV веков.
Зал 18: Коллекция шпалер.
Зал 19: Скульптура, фрагменты статуй и рельефов.
Зал 20: Изделия художественных ремёсел (аrti minori).
Зал 21: Капелла Приоров.
Залы 22-26: Шедевры живописи эпохи Возрождения: Перуджино, Пинтуриккьо и Франческо ди Джорджо Мартини.
Залы 27-30: Живопись умбрийской школы первой половины XVI века.
Залы 31-33: Умбрийский маньеризм.
Зал Часов
Залы 33-34: Коллекция Мартинелли.
Залы 35-37: Искусство караваджизма; Трапезная Приоров.
Зал 38: Искусство XVIII века.
Зал 39: Топография Перуджи XIX века.
Зал 40: Коллекция Луиджи Караттоли.

## Шедевры Национальной галереи Умбрии

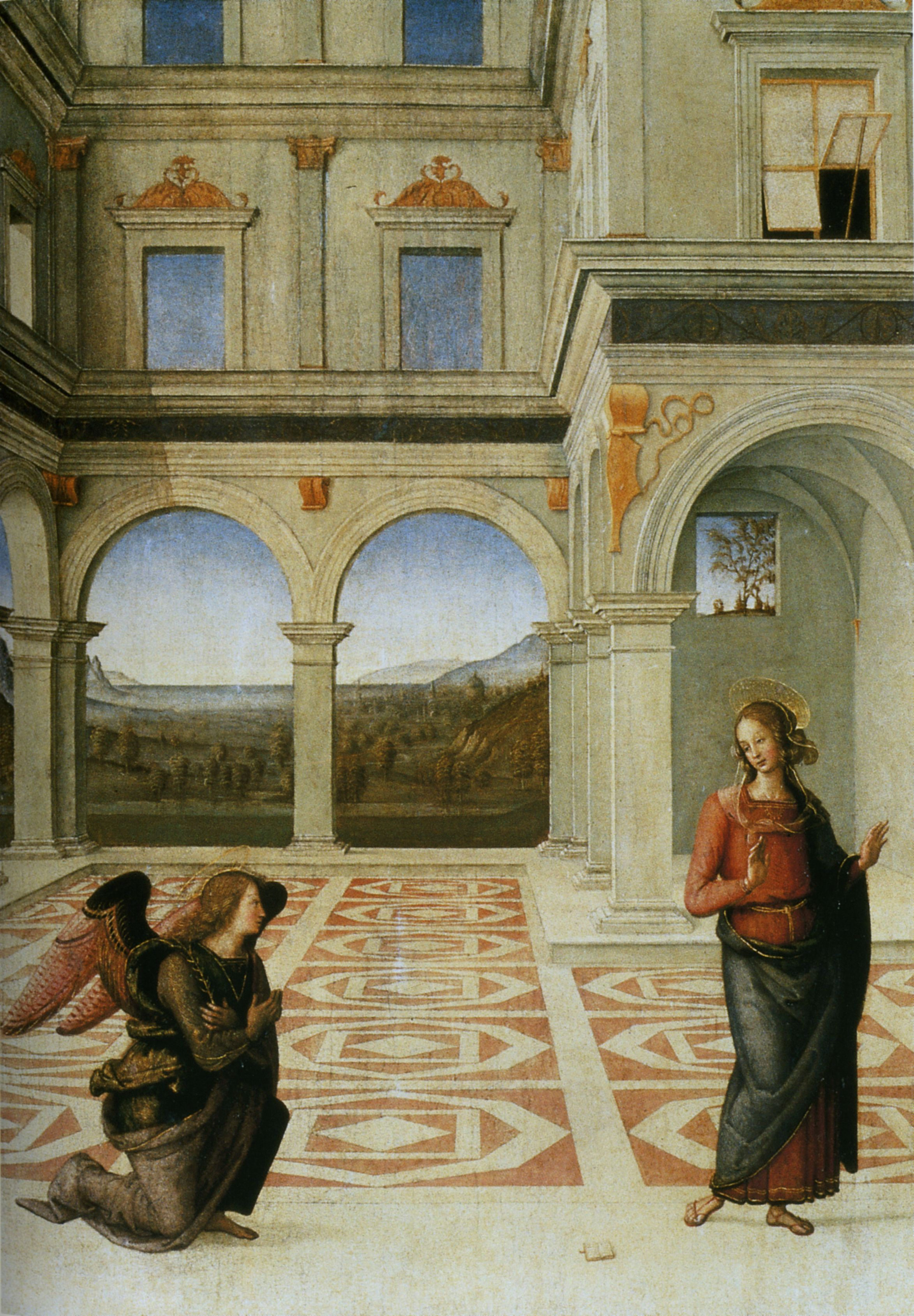
Пьетро Перуджино. Благовещение Раньери. Ок. 1497. Дерево, темпера
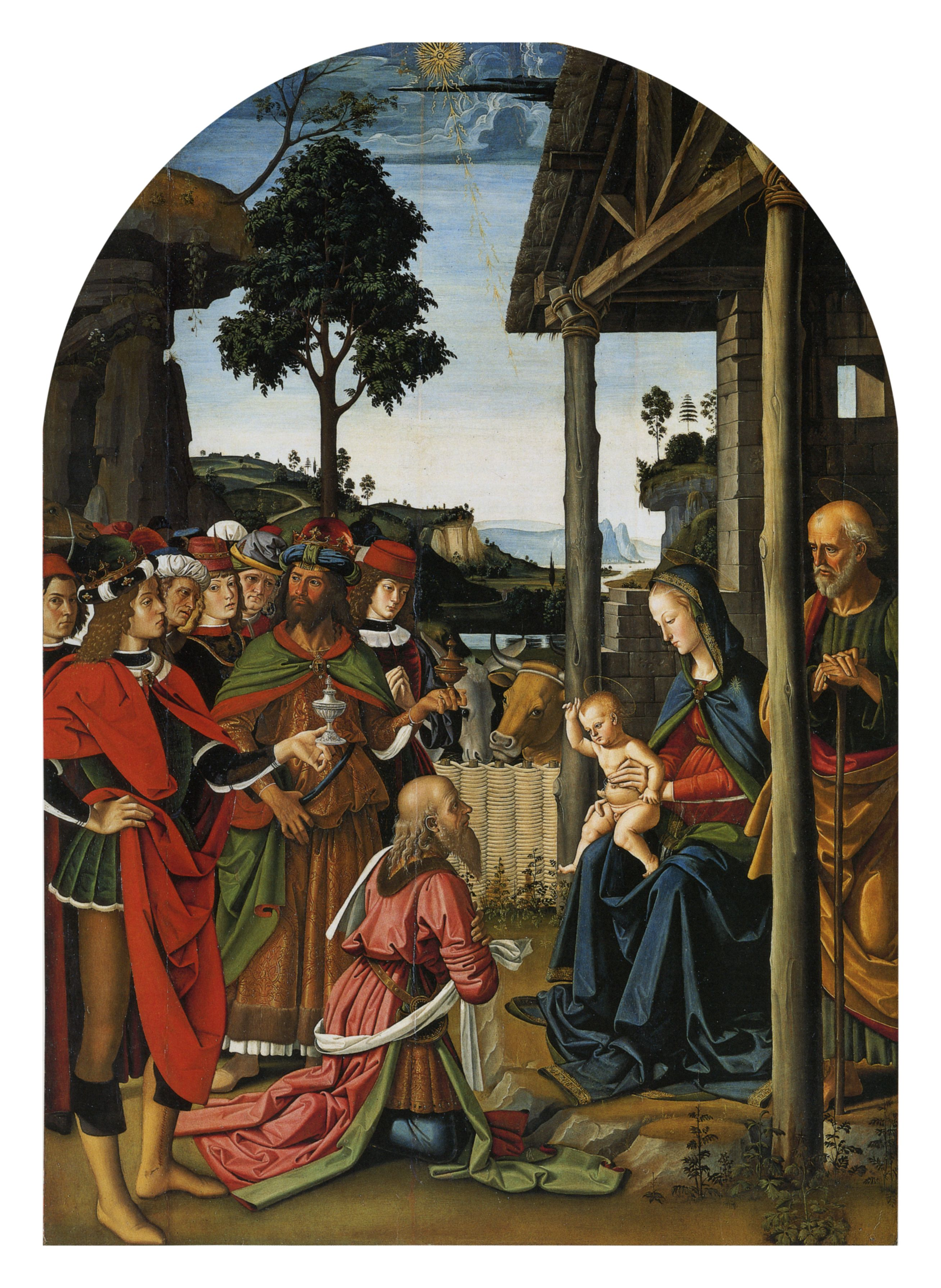
Пьетро Перуджино. Поклонение волхвов. Между 1470 и 1473. Дерево, темпера
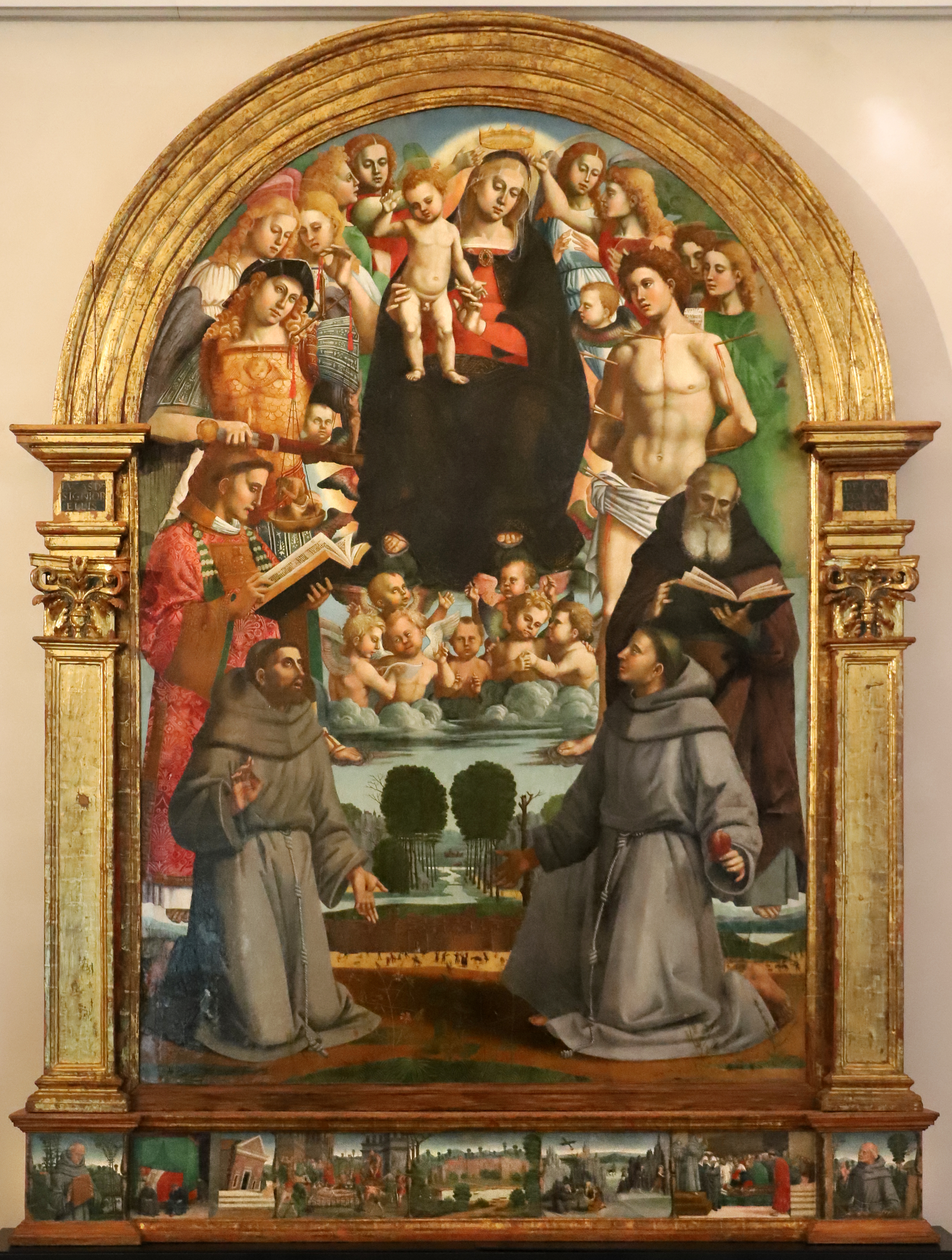
Лука Синьорелли. Алтарь Пачиано. 1517
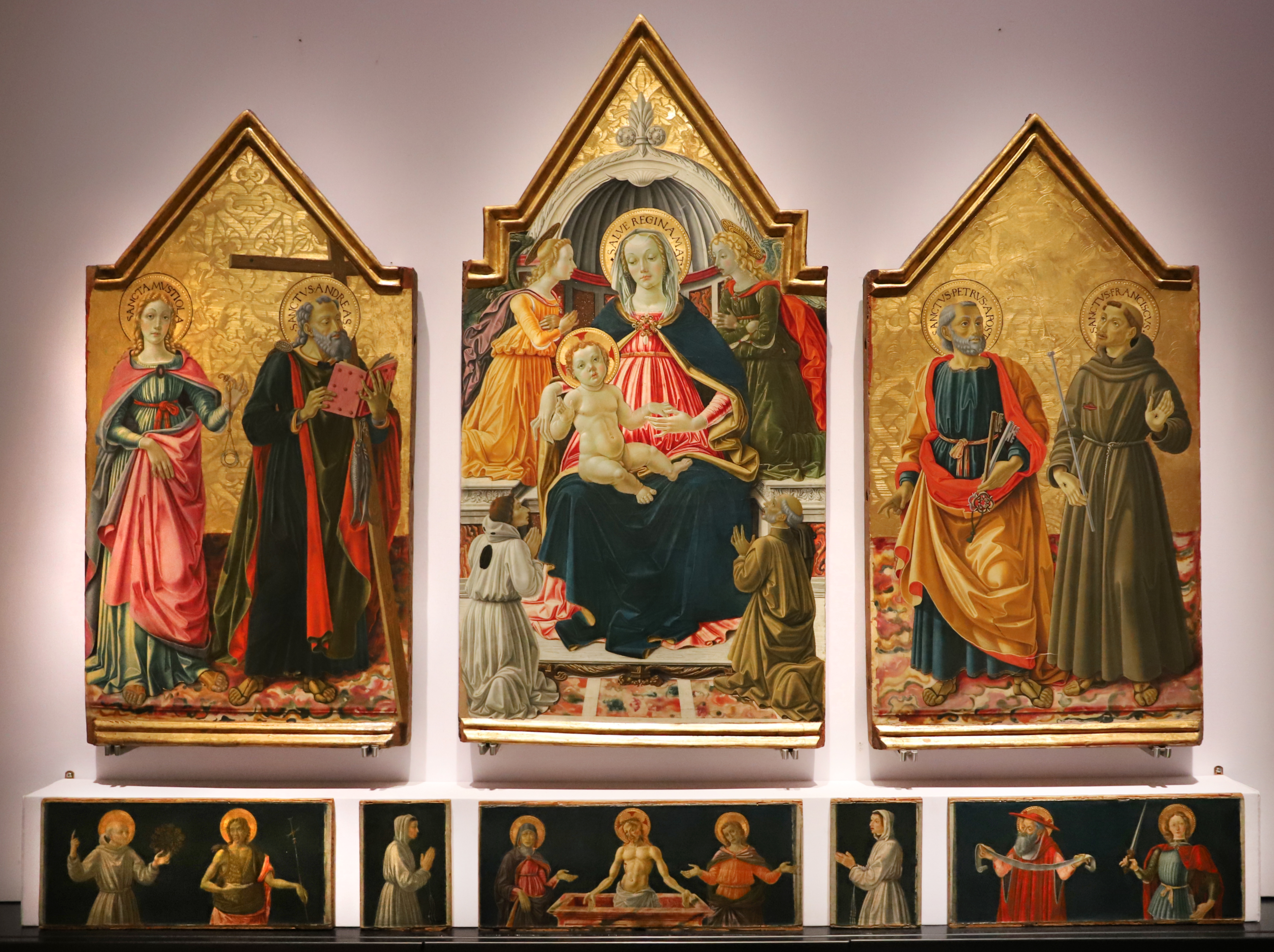
Бартоломео Капорали. Триптих правосудия. 1475
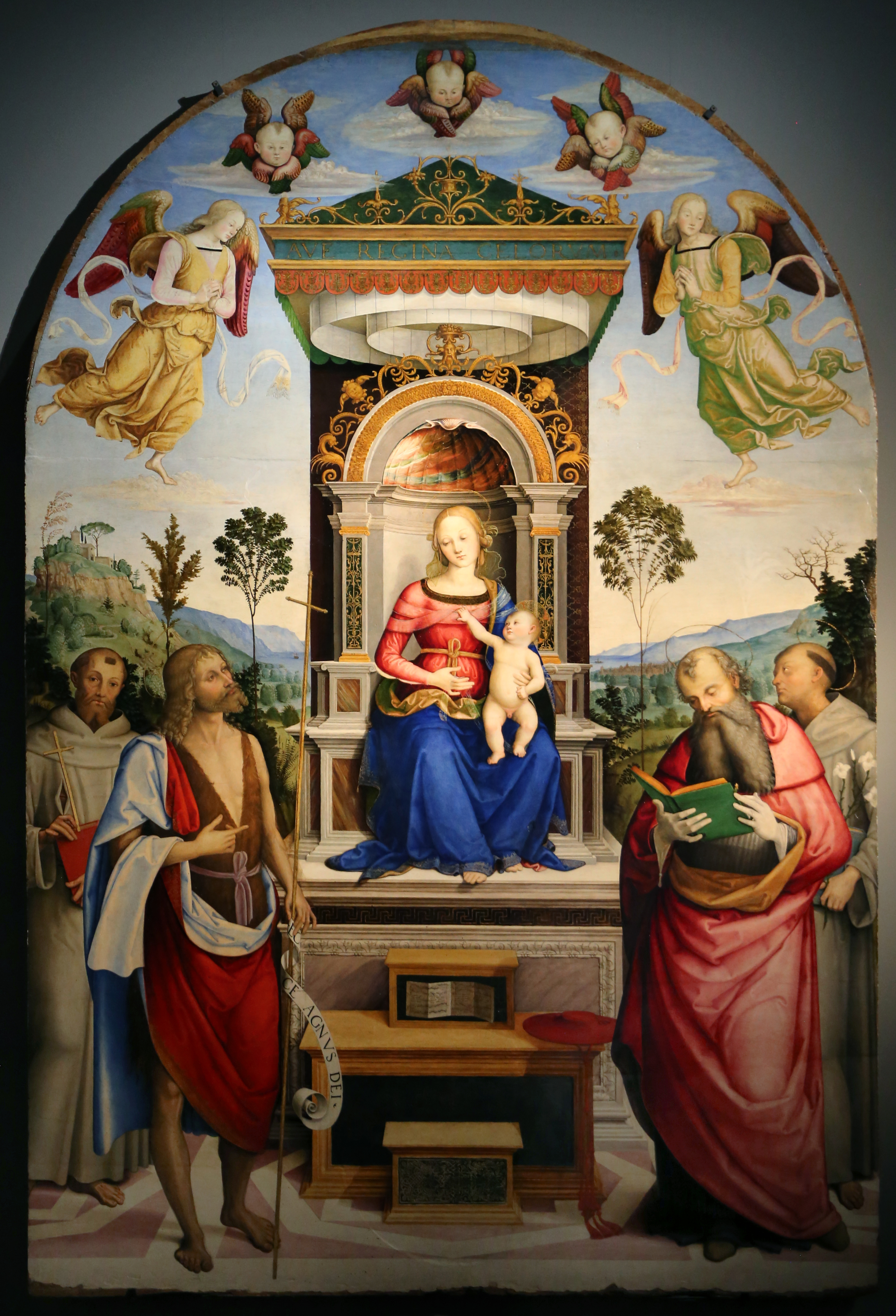
Джованни Баттиста Капорали. Алтарь Святого Иеронима. Между 1510 и 1512
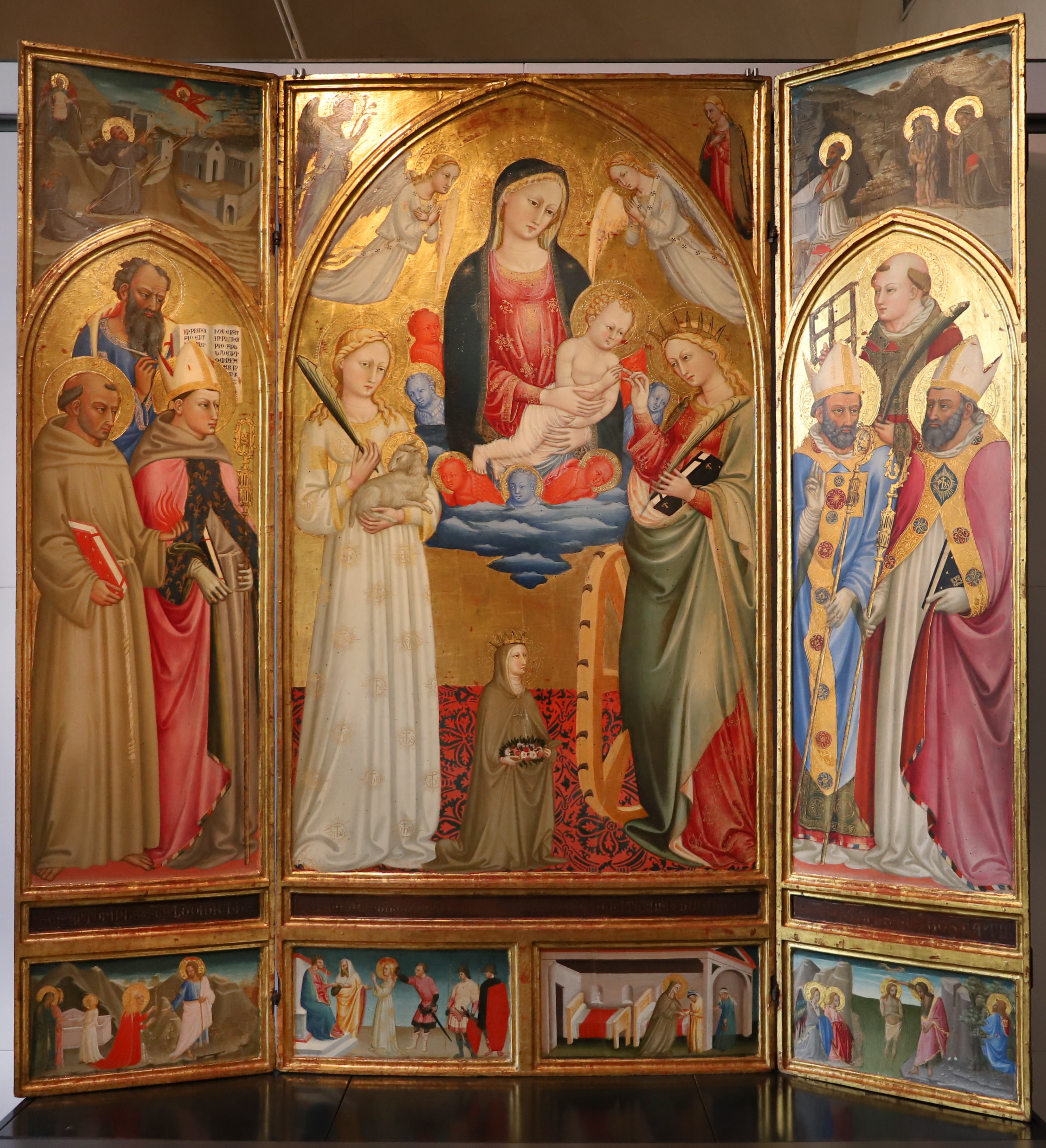
Биччи ди Лоренцо. Алтарь Святой Агнессы. Между 1430 и 1440. Дерево, темпера, золочение
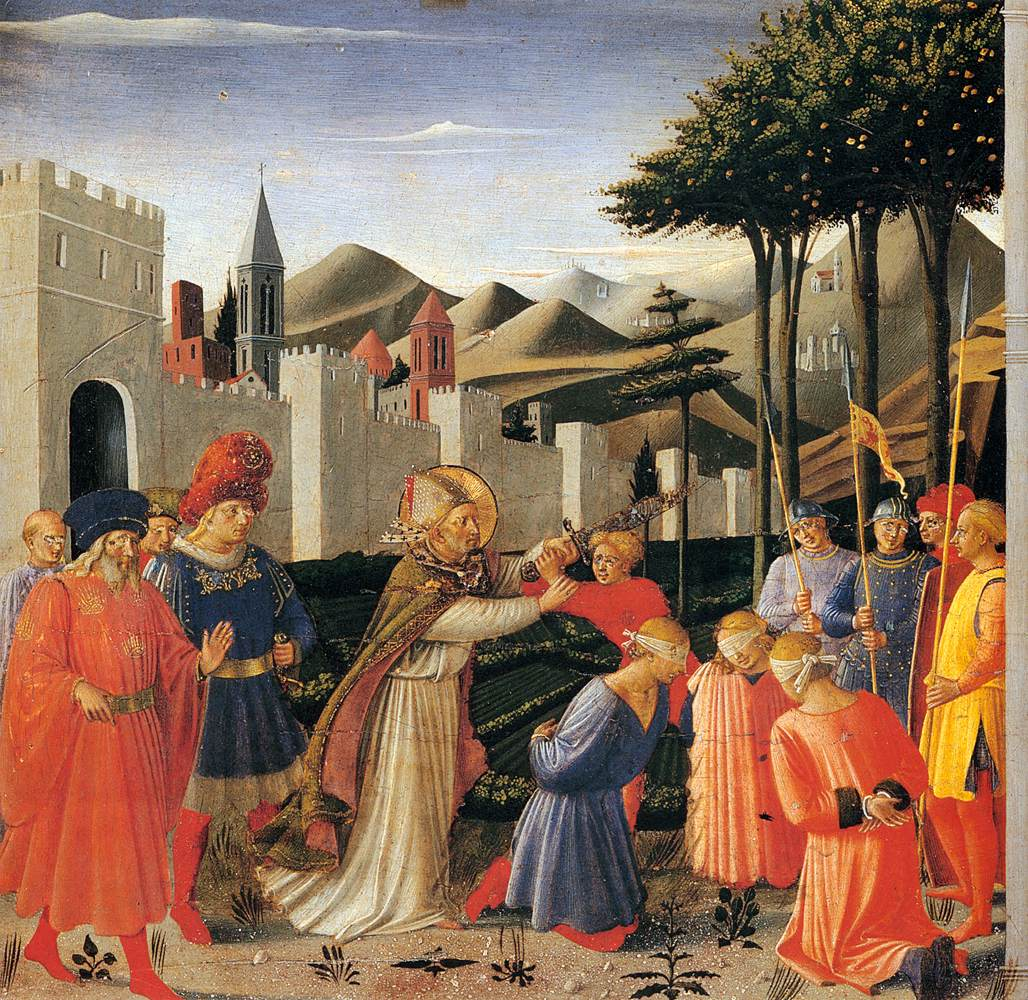
Фра Анджелико. История Святого Николая. Освобождение трёх невинных. Между 1447 и 1448. Дерево, темпера, золочение
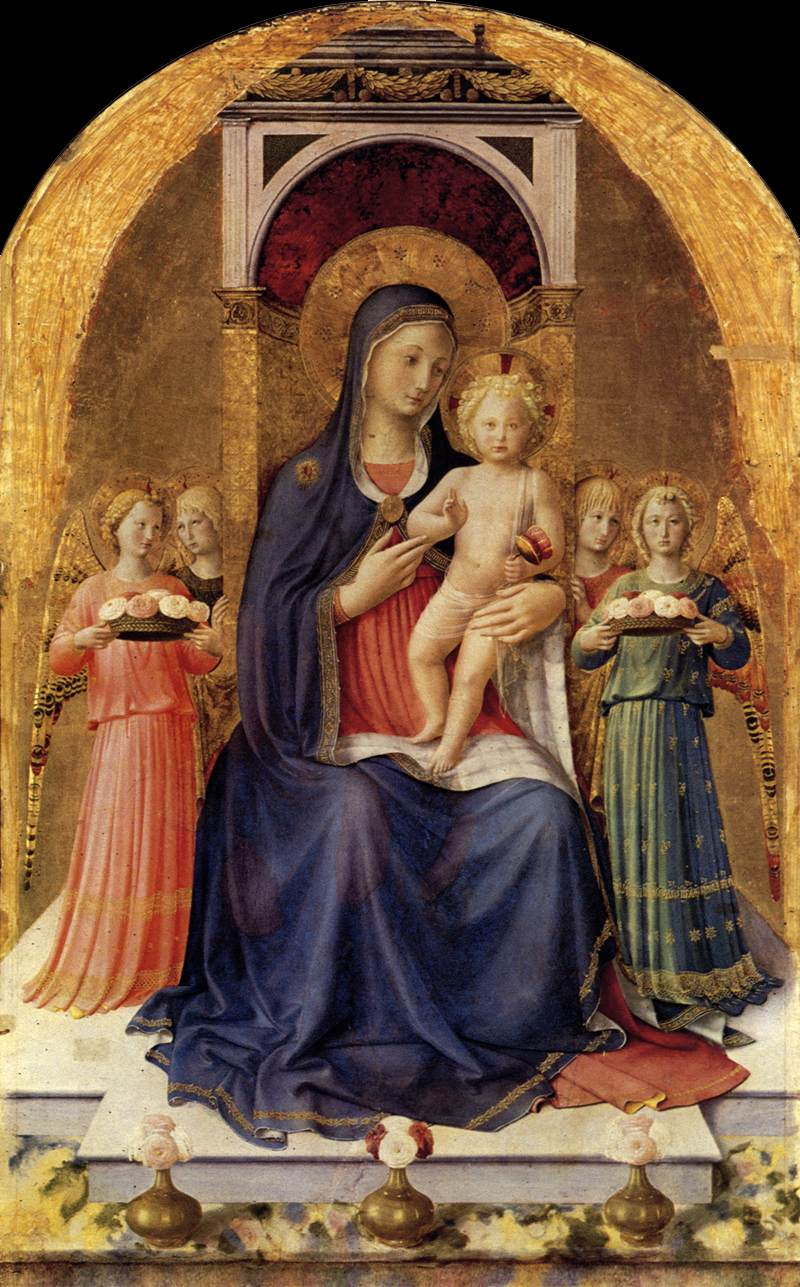
Фра Анджелико. Алтарь Перуджи. Ок. 1450. Фреска
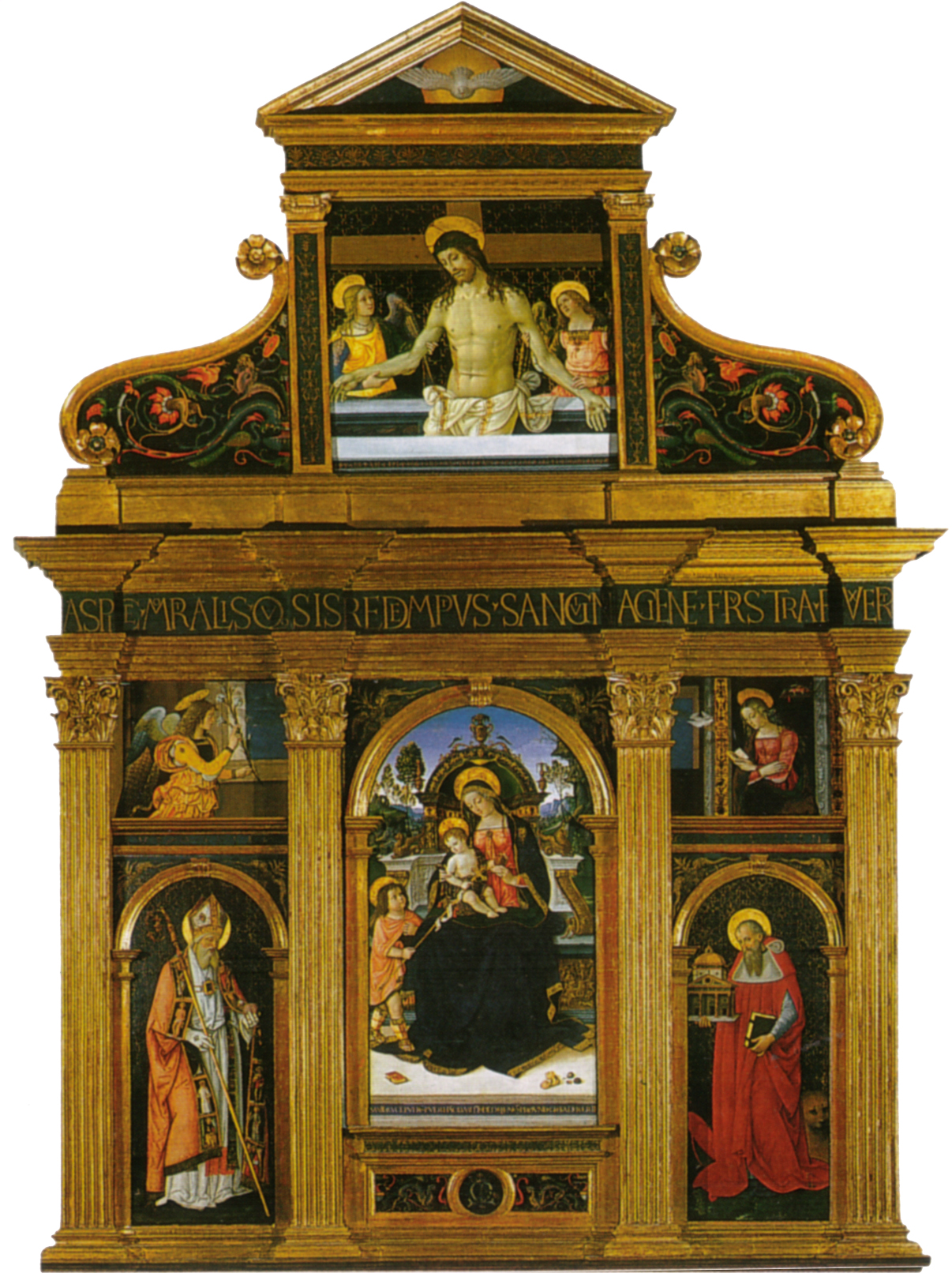
Пинтуриккьо. Мадонна и Распятие со святыми. Между 1496 и 1498. Дерево, темпера
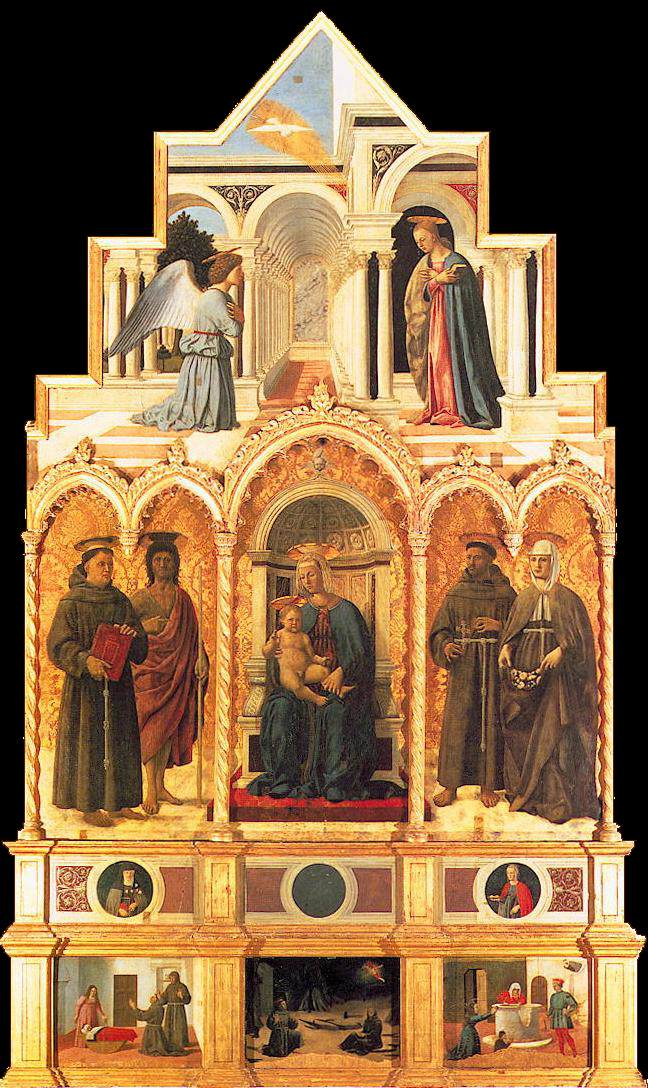
Пьеро делла Франческа. Полиптих Святого Антония. 1469. Дерево, темпера, золочение
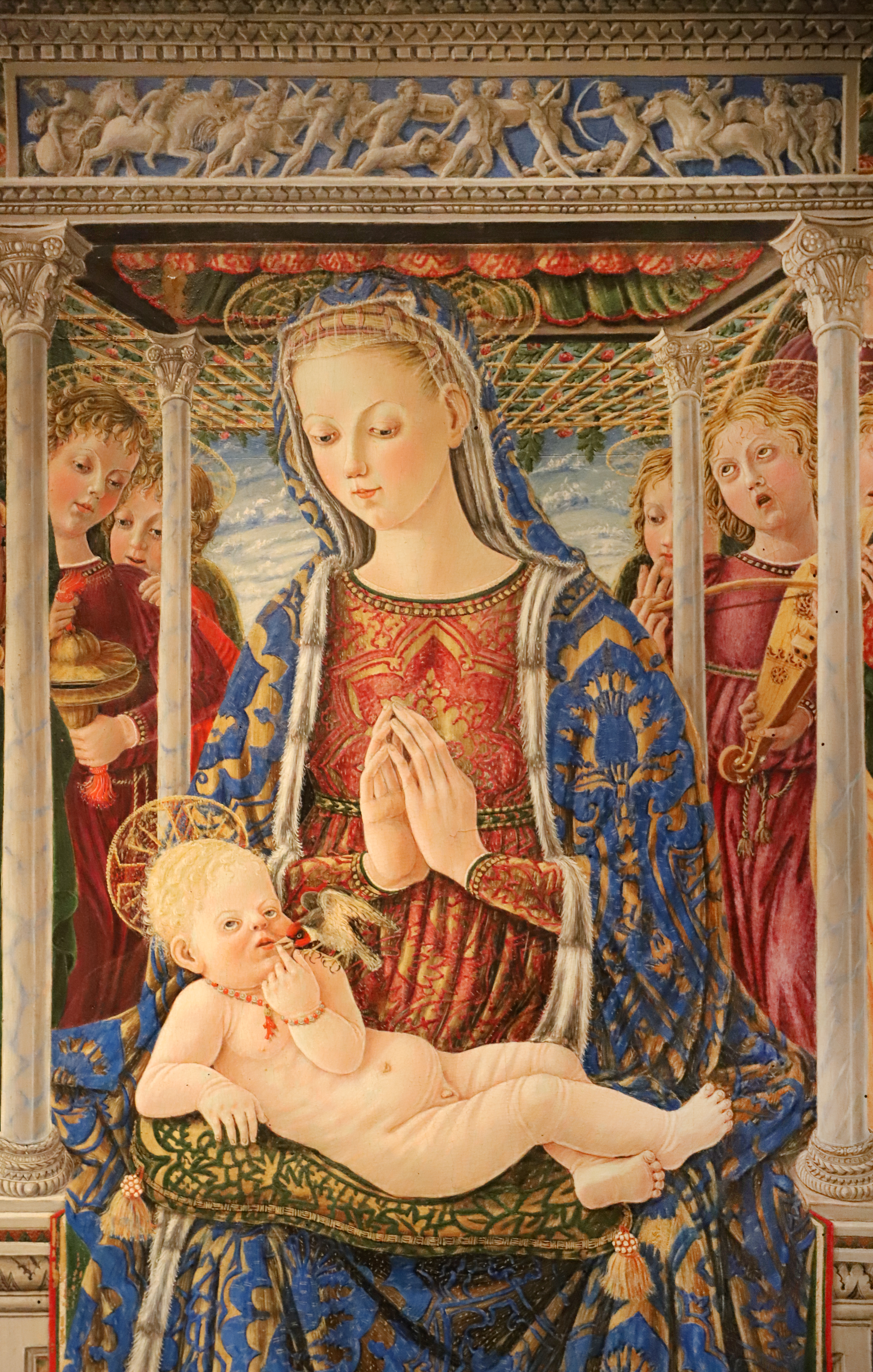
Джованни Боккати. Мадонна орхестры. После 1448
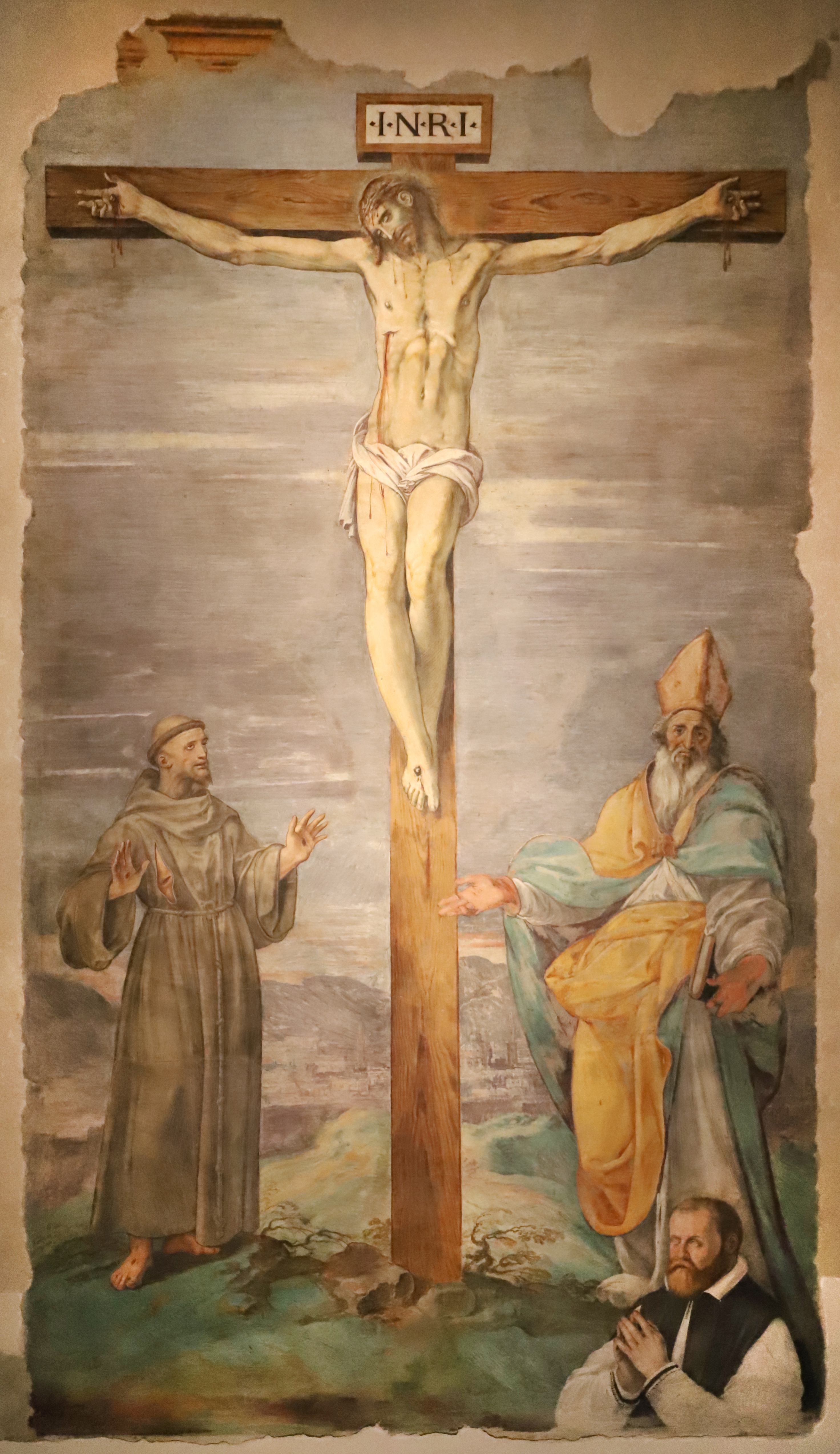
Хендрик ван ден Брук. Распятие со святыми Франциском и Геркуланусом Перуджийским. 1565. Фреска